# Muhammad al-Basri
Muhammad al-Basri, Mohamed Basri (ar. محمد البصري; ur. 1 stycznia 1971) – marokański zapaśnik walczący przeważnie w stylu klasycznym. Olimpijczyk z Atlanty 1996, gdzie zajął siedemnaste miejsce kategorii 100 kg.
Trzykrotny srebrny medalista mistrzostw Afryki w 1996 i 2001 w obu stylach wagowych.
- Turniej w Atlancie 1996

Przegrał obie walki, kolejno z Chorwatem Stipe Damjanoviciem i Japończykiem Takashi Nonomurą i odpadł z turnieju.